# Sona Mohapatra
Sona Mohapatra (ସୋନା ମହାପାତ୍ର, n. 17 de junio de 1976 en Cuttack) es una cantante y compositora india, una de las artistas más famosas de la India Well known in India, ha realizado una serie de giras de conciertos en todo el mundo y ha ido promocionando sus álbumes discográficos, singles, webcasts de conciertos, videos musicales, películas de Bollywood y publicidades.  Además de su propio material titulada, Mohapatra, ha versionado sus temas musicales en remixes como temas musicales de David Bowie, Let's Dance, y INXS con la canción titulada "Afterglow".

## Carrera
En 2007, Mohapatra lanzó su álbum debut titulada, Sona, bajo el sello de Sony, que trata de explorar los diversos estilos de rock, rhythm and blues, flamenco, indostaní, baúl y la música romaní. En 2009, lanzó otro álbum titulada "Diljale". Recientemente ha interpretado una canción titulada "Bedardi Raja" para la película de Aamir Khan.

## Discografía

### Bollywood
- Family - Lori
- Aage Se Right - Daav Laga
- Jumbo - Chaayi Madhoshiyaan
- Delhi Belly - Bedardi Raaja
- I Hate Luv Storys - Bahara

### Singles
- Diljale

### Álbum de estudio
- SONA

### Compilación
- Love is (2007) - Afterglow
- Teri Deewani- Ishq Nachaya
- Aao Ji - Aja Ve
- Soulful Sufi (2009) - Abhi Nahin Ana